# Подшивалово
Подшива́лово — деревня в Завьяловском районе Удмуртии, административный центр Подшиваловского сельского поселения. Расположено в 20 км к юго-западу от центра Ижевска. Через деревню протекает река Караваевка.

## История
До революции Подшивалово входило в состав Сарапульского уезда Вятской губернии. По данным десятой ревизии в 1859 году в 31 дворе казённого починка Подшивалов при речке Коровайке проживал 281 человек, работало 2 мельницы и кузница.
До 1959 года деревня входила в Сепычевский сельсовет Удмуртской АССР. Указом Президиума Верховного Совета УАССР от 25 марта 1959 года Сепычевский и Советско-Никольский сельсоветы объединены в Подшиваловский сельсовет с центром в Подшивалово, который в 1994 преобразуется в Подшиваловскую сельскую администрацию, а в 2005 в Муниципальное образование "Подшиваловское" (сельское поселение).

## Экономика и социальная сфера
В деревне работают предприятия ОАО «Подшиваловское» (создано на базе совхоза "Сепычевский"), ООО "Сыродел".
В Подшивалово работают МОУ «Подшиваловская средняя общеобразовательная школа», детский сад, МУЧ «Культурный комплекс “Подшиваловский”», фельдшерско-акушерский пункт, клуб.

## Улицы
- Дружная улица
- Зайцева улица
- Западный микрорайон
- Лесничество квартал
- Лудзинский Верхний переулок
- Молодёжная улица
- Новая улица
- Октябрьский переулок
- Подлесная 1-я улица
- Подлесная 2-я улица
- Прудовая улица
- Родниковая улица
- Рябиновая улица
- Садовая улица
- Свободы улица
- Сосновая улица
- Спортивный переулок
- Труда улица
- Школьная улица